# Achrysocharoides villosus
Achrysocharoides villosus är en stekelart som beskrevs av Kamijo 1991. Achrysocharoides villosus ingår i släktet Achrysocharoides och familjen finglanssteklar. Inga underarter finns listade i Catalogue of Life.